# Charles M. Schulz Museum and Research Center
Il Charles M. Schulz Museum and Research Center è un museo dedicato alle opere di Charles M. Schulz, creatore della striscia Peanuts. Il museo è stato inaugurato il 17 agosto 2002 e si trova a Santa Rosa, in California.
Il museo ospita molte delle strisce originali dei Peanuts, insieme ad altre opere di Schulz. La Great Hall è dominata da due opere dell'artista giapponese Yoshiteru Otani: una scultura lignea da 3,5 tonnellate raffigurante l'evoluzione di Snoopy e un murale di ceramica alto 6,7 m realizzato con 3588 strisce di Peanuts che formano l'immagine di Lucy van Pelt che tiene il pallone da football americano a Charlie Brown perché lo calci. Tra le esposizioni permanenti del museo ci sono un'opera di Christo raffigurante la cuccia di Snoopy imballata, lo studio personale di Schulz e vari tributi a Schulz da altri artisti. Il museo è aperto tutti i giorni dalle 11:00 alle 17:00.